# Limoux
Limoux (okcitansko Limós) je naselje in občina v južni francoski regiji Languedoc-Roussillon, podprefektura departmaja Aude. Leta 2006 je naselje imelo 9.680 prebivalcev.

## Geografija
Limoux leži v pokrajini Languedoc ob reki Aude, 25 km južno od središča departmaja Carcassonna.

## Uprava
Limoux je sedež istoimenskega kantona, v katerega so poleg njegove vključene še občine Ajac, Alet-les-Bains, La Bezole, Bouriège, Bourigeole, Castelreng, Cépie, Cournanel, La Digne-d'Amont, La Digne-d'Aval, Festes-et-Saint-André, Gaja-et-Villedieu, Loupia, Magrie, Malras, Pauligne, Pieusse, Saint-Couat-du-Razès, Saint-Martin-de-Villereglan, Tourreilles, Véraza in Villelongue-d'Aude s 15.598 prebivalci. 
Naselje je prav tako sedež okrožja, v katerem se nahajajo kantoni Alaigne, Axat, Chalabre, Couiza, Limoux, Quillan in Saint-Hilaire z 41.489 prebivalci.

## Zanimivosti
- cerkev sv. Martina iz 12. stoletja,
- cerkev Notre-Dame de Marceille iz 14. stoletja,
- Le Pont Neuf, utrjen most čez reko Aude iz leta 1327, podprt s šestimi loki,
- La Place de la République, trg, na katerem se odvija vsakoletni zimski festival Fécos,
- Le musée du piano, edinstven muzej v Franciji hrani zbirko klavirjev od 19. stoletja do danes.